# خيسوس دايز
خيسوس دايز (بالإسبانية: Jesús Díez)‏ هو مبارز بالسيف إسباني، ولد في 31 مايو 1931 في مدريد في إسبانيا، وتوفي في 28 مارس 2003.

## وصلات خارجية
- خيسوس دايز على موقع اللجنة الأولمبية الدولية (الإنجليزية)
- خيسوس دايز على موقع أوليمبيديا (الإنجليزية)
- خيسوس دايز على موقع اللجنة الأولمبية الإسبانية (الإسبانية)